# 新疆生产建设兵团第十三师火箭农场
新疆生产建设兵团第十三师火箭农场是中华人民共和国新疆生产建设兵团第十三师下辖的一个农场。

## 行政区划
新疆生产建设兵团第十三师火箭农场下辖以下单位：
机关社区、一连、二连、三连、四连、五连、六连、七连、八连、九连、蔬菜站生活区和园艺场。